# Banda Api
Banda Api je v současnosti nečinná sopka a ostrov v Indonésii, nacházející se v severovýchodní části Bandského moře. Ostrov je vlastně vyčnívající okraj 7 km široké kaldery, tvořený je převážně čedičovými a ryodacitovými horninami.
Vulkán je poměrně aktivní, jeho erupce jsou dobře zdokumentovány již od konce 16. století, jelikož ostrov byl důležitou lokalitou pro nizozemské a portugalské obchodníky s kořením. Za toto období bylo erupcí zaznamenáno více než 20, většina z nich byla poměrně slabá, převážně  strombolského typu. Vulkanickým centrem byl kráter Gunung Api nacházející se v centrální části ostrova. V letech 1609, 1632, 1690 a naposledy 9. května 1988 však erupce dosáhly mnohem větší intenzity, byly doprovázené výlevy láv a vyžádaly si i oběti na životech. Od té doby až po současnost nebyla zaznamenána žádná erupce.